# Ignazio Guidi
Ignazio Guidi, född 31 juli 1844, död 18 april 1935, var en italiensk orientalist.
Guidi var professor i Rom 1867-1920. Guidi har utgett en mängd förträffliga arbeten, särskilt inom arabiskt och etiopiskt område, samt speciellt fått betydelse för studiet av mahariska språket genom sina Grammatica elementare della lingua amariña (3:e upplagan 1924) och Vocabolario amarico-italiano (1901). Bland Guidis övriga skrifter märks Della sede primitva dei popoli semitici (1879) och en utgåva av den etiopiska lagboken Il Fatha Nagast (1899).